# بيني غانتس
بنيامين «بيني» غانتس  (بالعبرية: בנימין "בני" גנץ‏)، مواليد 9 يونيو 1959 في كفر آحيم)، رئيس هيئة الأركان العامة العشرين لالجيش الإسرائيلي.، أعلن عن خوضه الانتخابات الإسرائيلية ضمن حزب جديد نهاية عام 2018 باسم «حوسين لإسرائيل»، ولاحقاً اتحد مع حزب يوجد مستقبل بقيادة يائير لبيد لخوض الانتخابات البرلمانية الإسرائيلية للعام 2019.

## خدمته العسكرية

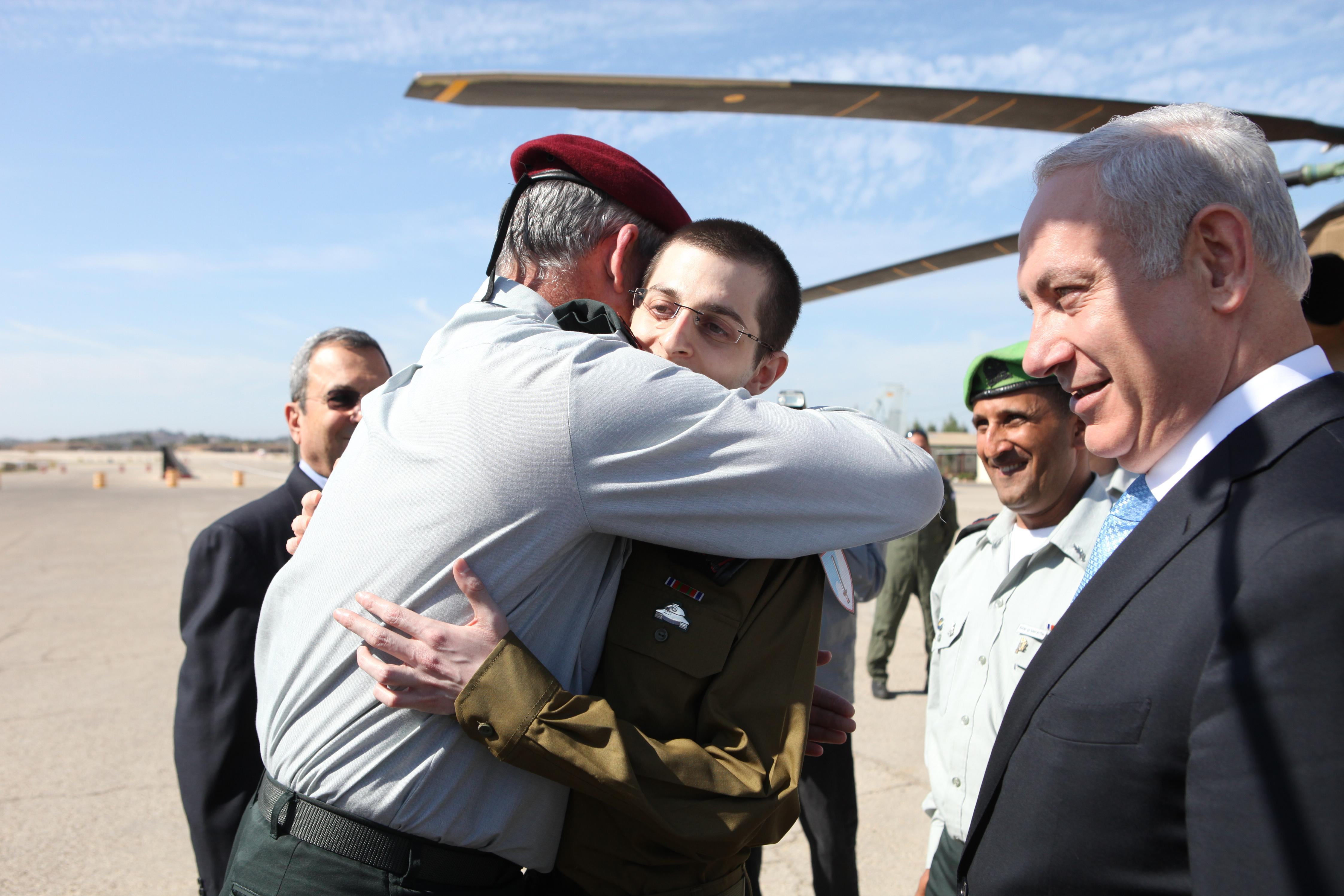
يعانق جلعاد شاليط، بعد أن أفرجت عنه حركة حماس في صفقة وفاء الأحرار، 18 أكتوبر 2011

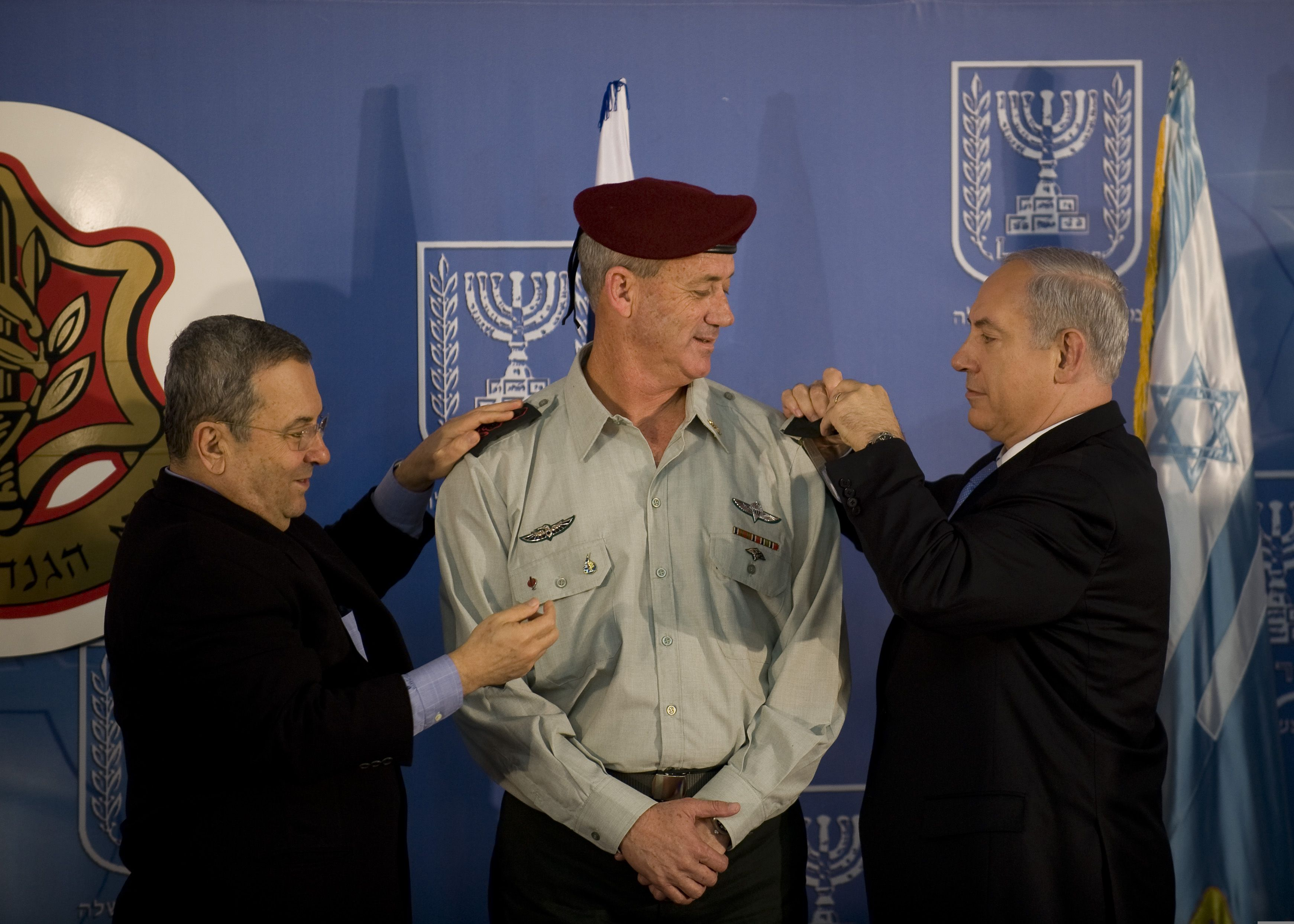
رئيس الحكومة الإسرائيلية بنيامين نتنياهو ووزير الدفاع الإسرائيلي إيهود باراك لحظة اهداء بيني غانتس رتبة جنرال

في نهاية عام 1977 انخرط غانتس في صفوف الجيش وانضم إلى لواء المظليين وشارك بعملية الليطاني. في عام 1979، تخرج غانتس من مدرسة تأهيل الضباط لجيش الدفاع وأصبح قائد فصيلة وثم قائد سرية في لواء المظليين . وفي تلك الفترة اشترك في عملية «ايش دميم» حيث دخلت قوه من المظليين بمروحيات إلى العمق اللبناني وقتلوا 8 من أعضاء حزب الله.
ذهب غانتس إلى الولايات المتحدة لتكملة دورة الوحدات الخاصة وعاد إلى إسرائيل بعد شهرين من اندلاع حرب لبنان الاولىٍ وانضم إلى لواء المظليين الذي حارب في لبنان وحارب في بيروت وهناك استلم قيادة فصيل بعد أن اصيب قائد الفصيل. في سنة 1983 عُيّن قائداً فصيل في وحدة الهندسة الحربية وبعدها عُيّن نائب لقائد وحدة شالداغ التابعة لسلاح الجو الإسرائيلي.
سنة 1987 عُيّن قائداً كتيبه 890 في لواء المظليين وشارك باربعة اشتباكات مع حزب الله في جنوب لبنان، سنة 1989 استلم قيادة وحدة شالداغ وشاركت وحدة شالداغ تحت قيادته بعملية «شالمه» سنة 1991. والذي احضر به حوالي 14,400 يهودي من إثيوبيا إلى إسرائيل خلال 34 ساعة بمشاركة 30 طائره من طائرات سلاح الجو الإسرائيلي وشركة إل عال الإسرائيلية.
سنة 1992 عُيّن قائداً للواء المظليين بقوات الاحتياط، وسنة 1994 عُيّن قائداً للواء يهودا الذي في فرقة يهودا والسامرة. سنة 1995 عين قائداً للواء المظليين وبعد سنتين ذهب للدراسة الأكاديمية في الولايات المتحدة وفي 1999 عُيّن قائداً لوحدة الارتباط مع جنوب لبنان. في عام 2000، عُيّن قائداً لفرقة يهودا والسامرة ، أي قائدا على منطقة الضفة الغربية وفي تلك الفترة اندلعت الانتفاضة الثانية.
وفي 2002، عُيّن غانتس قائدًا للمنطقة الشمالية في جيش الدفاع، ثم تولّى عام 2005 قيادة القوات البرية وفي تلك الفترة اندلعت حرب لبنان الثانية وفي الفترة ما بين 2007 و2009 كان غانتس ملحقًا عسكريًا لدى الولايات المتحدة.
في 2009، تولّى غانتس منصب نائب رئيس هيئة الأركان العامة في جيش الدفاع تلبية لطلب وزير الدفاع وأدى منصبه هذا حتى تشرين الثاني نوفمبر 2010، وخلال هذه الفترة، قام الجنرال غانتس بتطبيق خطة «تيفين» المتعددة السنوات بالإضافة إلى قيادة خطط أخرى في مجالات قوات الاحتياط والطاقة البشرية وميزانية جيش الدفاع وغيرها من المجالات.
في شباط فبراير 2011، عُيّن الجنرال بني غانتس الرئيس ال20 لهيئة الأركان العامة في جيش الدفاع.

## تعليمه
إن الجنرال غانتس هو من خريجي كلية القيادة والأركان وكلية الأمن القومي وله درجة البكالوريوس في التاريخ من جامعة تل أبيب ودرجة الماجستير في العلوم السياسية من جامعة حيفا ودرجة ماجستير أخرى من جامعة الأمن القومي الأمريكية (NDU) في الإدارة والموارد الوطنية .

## نشأته
ولد غانتس وترعرع في بلدة كفر احيم، امه تدعى «ملكة» ولدت في جنوب شرق المجر وهي من الناجين من «المحرقه اليهودية» ووالده يدعى «نوحم غانتس» ولد في رومانيا وقد جاء الاثنين إلى إسرائيل في سفينة «حاييم الروزروف» التي وصلت بهم إلى قبرص وبعد ذلك وصلوا إلى إسرائيل.نذكر من بعض الامور التي عمل بها الوالد نوحم وهو نائب رئيس الوكالة اليهودية الذي ساهم في دعوة يهود العالم للمجيء إلى إسرائيل وتوطينهم وكان مسؤولا في حركات توطينية أخرى.

## مجلس الحرب الإسرائيلي 2023 - 2024
في 7 أكتوبر 2023، بدأت الحرب بين إسرائيل والمقاومة الفلسطينية بقيادة حماس.  وفي اليوم التالي، أعلن غانتس عن استعداده للانضمام مؤقتًا إلى حكومة نتنياهو وتشكيل مجلس حرب. في 11 أكتوبر ، أعلن غانتس ونتنياهو أنهما توصلا إلى اتفاق بشأن الحكومة الجديدة، حيث انضم غانتس إلى حكومة الحرب وأدى اليمين كوزير بدون حقيبة إلى جانب أربعة أعضاء آخرين من حزبه.
في 18 مايو 2024، هدد غانتس بالاستقالة من الحكومة اعتبارًا من 8 يونيو إذا لم تتمكن من المشاركة وتبني مقترحات لإعادة الرهائن ، وإنهاء حكم حماس وتوفير بديل للحكم، وتجريد غزة من السلاح، وتعزيز التطبيع مع الدول العربية ، وتوسيع نطاق الخدمة بالجيش، إعادة سكان الشمال إلى منازلهم بحلول الأول من سبتمبر. وفي 9 يونيو أعلن غانتس استقالته من مجلس الحرب هو ومجموعة من الوزراء.

## روابط خارجية
- بيني غانتس على موقع IMDb (الإنجليزية)
- بيني غانتس على موقع مونزينجر (الألمانية)